# Yukio Futatsugi
Yukio Futatsugi (1970) è un autore di videogiochi giapponese.
Assunto in SEGA nel 1999, è autore di Panzer Dragoon, Phantom Dust e Crimson Dragon.